# Before the Rain
Pour plus de détails, voir Fiche technique et Distribution.
Before the Rain (macédonien : Пред дождот, Pred doždot) est un film macédonien réalisé par Milčo Mančevski, sorti en 1994. Les acteurs principaux sont Katrin Cartlidge, Rade Šerbedžija, Grégoire Colin, et Labina Mitevska. La bande originale a été composée par le groupe Anastasia.

## Synopsis
Le film est divisé en trois parties, toutes centrées sur des histoires d'amour tragiques.
La première, Words, raconte l'histoire de Kiril, un moine orthodoxe qui a fait vœu de silence et tombe amoureux de Zamira, une jeune albanaise accusée de meurtre. Kiril, pour l'aider, quitte son monastère et ils s'enfuient dans les montagnes macédoniennes.
La deuxième partie, Faces, se passe à Londres. On y voit Anne, une éditrice de photos, qui est tiraillée entre son mari, Nick, et Aleksandar, un photographe de guerre désillusionné.
La dernière partie, Pictures, réunit les deux histoires précédentes. Elle raconte le retour d'Aleksandar en Macédoine. Il y apprend que son village est divisé par des tensions ethniques entre Macédoniens et Albanais. Hana, une Albanaise dont il était amoureux, lui demande de veiller sur sa fille, Zamira.

## Fiche technique
- Titre : Before the Rain
- Réalisation : Milčo Mančevski
- Scénario : Milčo Mančevski
- Production : Marc Baschet, Judy Counihan, Frédérique Dumas-Zajdela, Cédomir Kolar, Sheila Fraser Milne, David Redman, Paul Sarony, Samantha Taylor, Chris Thompson, Goran Tozija et Cat Villiers
- Musique : Zlatko Origjanski, Zoran Spasovski et Goran Trajkoski
- Photographie : Manuel Teran
- Montage : Nicolas Gaster
- Décors : Sharon Lomofsky et David Munns
- Costumes : Caroline Harris et Sue Yelland
- Pays de production :  Macédoine,  France,  Royaume-Uni
- Format : couleurs - Dolby
- Genre : drame
- Durée : 113 minutes
- Date de sortie : 1994

## Distribution
- Katrin Cartlidge : Anne
- Rade Šerbedžija : Aleksandar
- Grégoire Colin : Kiril
- Labina Mitevska : Zamira
- Jay Villiers : Nick
- Silvija Stojanovska : Hana
- Phyllida Law : Mère d'Anne
- Josif Josifovski : Père Marko
- Kiro Ristevski : Père Damjan
- Abdurrahman Shala : Père de Zamira

## Distinctions
- Lion d'or à la Mostra de Venise 1994.
- Condor d'argent du meilleur film étranger, 1996, Argentine.
- Independent Spirit Award du meilleur film en langue étrangère, 1996.
- Nomination aux Oscars dans la catégorie des meilleurs films en langue étrangère, 1995.
- Nomination au Grand Prix de l'Union de la critique de cinéma, 1996.
- Grand prix FIPRESCI, 1994.
- Prix de l'UNICEF, 1994.